# María Josefa Álvarez
Pour les articles homonymes, voir Álvarez.
María Josefa Álvarez de Arenales (Salta, 1807 — Buenos Aires, 1890) était une patriote (militante indépendantiste) argentine, reconnue aujourd’hui comme l’une des Patriciennes argentines pour avoir apporté son concours à la lutte pour l’indépendance de son pays contre la domination espagnole.

## Biographie
María Josefa Álvarez naquit à Salta le 1er septembre 1807, ayant pour père le général Juan Antonio Álvarez de Arenales, qui joua un rôle de premier plan dans la guerre d’indépendance, et pour mère Serafina de González Hoyos.
Le 16 avril 1823, elle épousa le colonel patriote, également originaire de Salta, Evaristo Uriburu, qui occupera à plusieurs reprises la fonction de gouverneur de sa province.
Pendant la guerre d’indépendance, répondant à l’appel de María de los Remedios de Escalada, elle consentit en octobre 1815 à faire don de ses bijoux et de ses économies afin de soutenir la cause patriote, en reconnaissance de quoi le général José de San Martín la décora d’une médaille et d’un ruban portant l’inscription Al patriotismo, et reçut en outre un parchemin pour, comme il était indiqué sur celui-ci, « honorer la poitrine des dames qui ont senti les disgrâces de la patrie ».
En 1831, elle accompagna son père en exil en Bolivie, mais revint ensuite avec son mari dans sa province natale. À la retraite de celui-ci, elle élut domicile avec sa famille dans la ville de Buenos Aires, où lui fut remis en 1874 le crâne de son père, que la famille gardera jusqu’à 1959, date à laquelle il sera déposé au Panthéon de Salta.
Elle mourut dans la capitale argentine le 15 juin 1890. Sa fille Josefa Uriburu de Girondo finança, en faveur de la ville de Salta, la construction d’un hôpital de tuberculeux qui porte le nom de sa mère.
Son fils José Evaristo Uriburu fut Juge fédéral, député national de 1873 à 1877, président de la Chambre des députés de 1876 à 1877, et avait été auparavant ministre de la Justice, des Cultes et de l’Instruction publique de Bartolomé Mitre en 1867 ; il accéda à la présidence de la République argentine en 1895, et enfin, fut sénateur pour la ville de Buenos Aires entre 1901 et 1910.
Son autre fils — et donc frère du précédent —, le général Napoleón Uriburu, prit part à la guerre civile, à la guerre du Paraguay, à la campagne militaire dite Conquête du désert, et à la conquête du Chaco, et occupa le poste de gouverneur des territoires du Chaco et de Formosa.